# Veganství

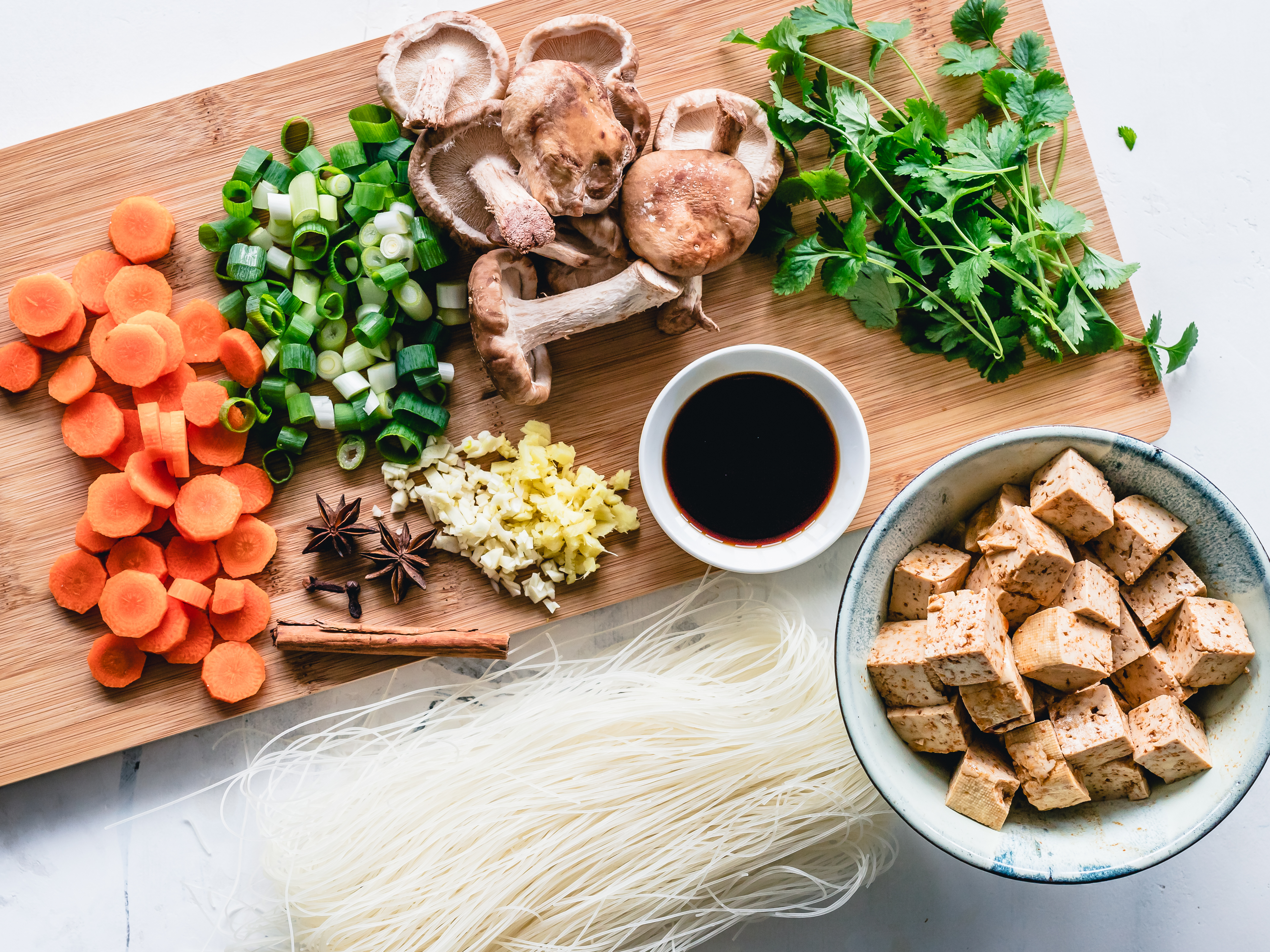
Veganská strava obsahuje luštěniny, zeleninu, ovoce, obiloviny, houby, byliny a koření. Na obrázku pro ilustraci ingredience na přípravu veganské verze polévky Phở.

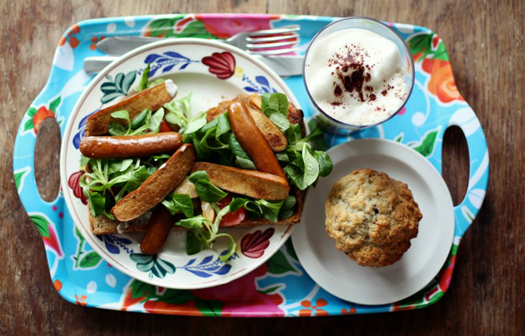
Veganské párky, caffè latte a muffin

Veganství je filozofie, životní styl a postoj spočívající v odmítnutí užívání zvířat k lidskému užitku jakožto surovin či výrobních jednotek. Pojem veganství zavedli v roce 1951 zakladatelé britské The Vegan Society, která zůstává autoritou ohledně definice veganství. Aktuální česká definice veganství zní: „Veganství je způsob života, jehož snahou je v co největší možné a praktikovatelné míře vyloučit všechny formy využívaní zvířat a krutosti páchané na zvířatech kvůli jídlu, oblečení nebo jakémukoli jinému účelu.“
V praktické rovině se veganství projevuje zejména vyloučením živočišné potravy z jídelníčku, popř. nevyužíváním žádných živočišných výrobků (např. kůže, vlny, peří), nezneužíváním zvířat (odmítání testování na zvířatech, zvířecích cirkusů). Jako důvody, které vedou k veganství, lidé nejčastěji uvádí etické, environmentální a zdravotní, přičemž se většinou jedná o kombinaci více důvodů.
Termín „vegan“ byl poprvé definován jako „ne-mléčný vegetarián“, nicméně od roku 1951 ho The Vegan Society definovala jako „princip, kde člověk žije bez vykořisťování zvířat.“
Zájem o veganství postupně roste od roku 2010. Otevírá se stále více veganských obchodů a existuje více možností veganského stravování a potravin, a to dostupných v supermarketech a restauracích po celém světě. Průzkum neziskové organizace Faunalytics z roku 2014 nicméně ukázal, že 86 % respondentů z řad amerických vegetariánů a 70 % veganů se posléze vrátilo ke konzumaci masa.

## Vegany odmítané druhy stravy
Vegani nejí maso, sádlo, mořské plody, vejce, mléčné výrobky, med a jiné živočišné produkty. U lidí, kteří se pouze stravují vegansky (tzn. nejsou vegani, ale jen se stravují rostlinně), není vyloučeno používání zvířecích produktů v oblečení (kůže, vlna, hedvábí), kosmetiky apod. Etické veganství vylučuje nejen potraviny, ale také používání produktů ze zvířat obecně. Vegani odmítají komodifikaci zvířat, tj. nahlížení na zvířata jako na zboží ke směně. Britská Veganská společnost certifikuje produkty, jestliže neobsahují žádné živočišné složky a nejsou testovány na zvířatech. Společnost nicméně „uznává, že ne vždy je možné vyhnout se užití produktů ze zvířat.“
Případem jsou léky, které jsou obvykle testovány na zvířatech z důvodů zaručení jejich efektivity a bezpečnosti. Mohou obsahovat látky živočišného původu, jako je laktóza, želatina nebo stereany. Je možné, že k těmto lékům neexistují žádné veganské alternativy, nebo mohou být tyto alternativy méně efektivní, nevyhovující či s více vedlejšími účinky. Na zvířatech jsou taktéž prováděny experimenty za účelem testování bezpečnosti vakcín, potravinových přídatných látek, kosmetiky, chemikálií a dalších látek.
Podle filozofa Gary Steinera není možné být úplným veganem, protože využívání zvířat a živočišných produktů je „hluboce a neodvratně vetkáno do struktury lidské společnosti.“ Mezi hojně používané živočišné produkty je řazen například bílek, alantoin, včelí vosk, krev, živočišné uhlí, karmín, kasein, kastoreum, elastin, olej z emu, med, keratin, lanolin, sádlo, syřidla, retinol, šelak, skvalen, lůj, syrovátka a živočišné tuky.
Někteří vegani nekupují svetry vyrobené z vlny, hedvábné šátky, kožené boty, lůžkoviny, které obsahují husí nebo kachní peří, perlové šperky, lastury, mýdla obsahující živočišné tuky nebo kosmetiku, která obsahuje živočišné produkty. Dále se vyhýbají určitým typům vakcín.

### Vejce, mléčné výrobky, med a hedvábí
Hlavní rozdíl mezi veganskou a vegetariánskou stravou je ten, že vegetariánská strava vylučuje pouze maso a vnitřnosti, kdežto veganská strava vylučuje všechny produkty živočišného původu. Etičtí vegani se jim vyhýbají na základě myšlenky utrpení zvířat a předčasné smrti při jejich výrobě.
Produkce vajec zahrnuje úmrtí samčích kuřat, z důvodů nemožnosti produkce vajec. Krávy pro produkci mléka, jsou po dobu 3–7 let dokola uměle oplodňovány, poté odvezeny na jatka. Samičí telata jsou od matky oddělena během prvních 24 hodin po porodu a krmena náhražkou mléka tak, aby mléko krávy mohlo být využito pro lidskou spotřebu. Mladí býci jsou na jatka posíláni ihned po narození za účelem produkce telecího masa, nebo dále vychováváni na hovězí.
Veganství nesouhlasí také s produkty obsahující hmyzí složky. Britská Vegan Society a americká Veganská společnost nepovažuje med, hedvábí a další produkty vyrobené hmyzem, za vhodné pro vegany, zatímco podle Vegan Outreach je to otázka osobní volby. Vegan Society doporučuje jako alternativy k medu datlový, javorový sirup, melasu, karamelový sirup či nektar z agáve. Definice produktů vyrobených hmyzem může být také rozšířena o fakt, že včely jsou komerčně využívány k opylování více než 100 druhů různých plodin jako jsou například mandle, avokáda, brokolice, okurky, broskve, hrušky, slunečnice a rajčata.

## Ideové souvislosti

### Etické veganství

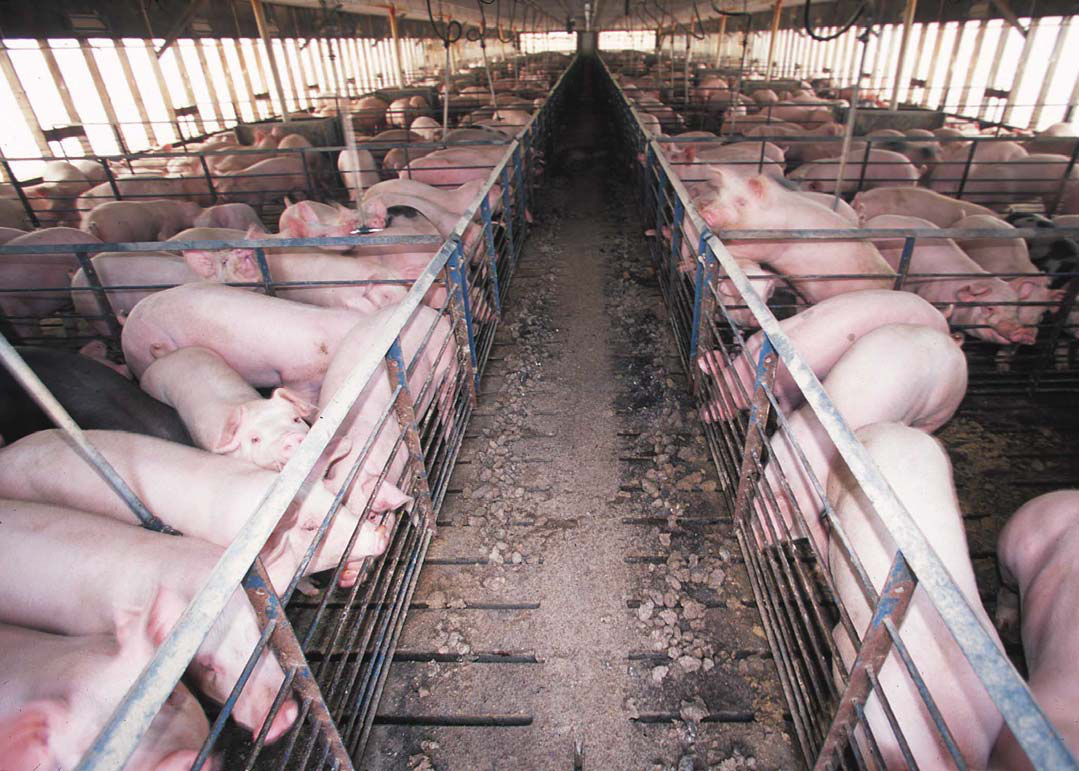
Zvířata určená na maso mají dle mínění veganských organizací špatné životní podmínky a omezený prostor pro pohyb

Etické veganství je založeno na opozici ke speciesismu, přiřazování hodnoty jednotlivcům na základě zařazení do určité druhové kategorie. Rozdělení v rámci teorie práv zvířat zahrnuje utilitární, ochranářský přístup, který usiluje o zlepšení podmínek pro zvířata, a právní abolicionismus, který se zasluhuje o ukončení vlastnictví zvířat lidmi. Abolicionisté tvrdí, že protekcionismus slouží pouze k morálnímu ospravedlnění využívání zvířat společností lidí.
Profesor práv Gary Francione, abolicionista, tvrdí, že všichni vnímající živočichové mají právo, aby s nimi nebylo zacházeno jako s majetkem, a současně, že osvojení veganství je základ pro každého, kdo věří, že „ne-lidé“ mají svou vnitřní morální hodnotu. Dodává také, že usilování o lepší chovné podmínky je jako kampaň pro „svědomité násilníky“, kteří znásilňují bez bití. Filozof Tom Regan říká, že zvířata mají svoji vlastní hodnotu jako „subjekty života“, protože mají svá přesvědčení, touhy, paměť a také schopnost konat v závislosti na svých cílech. Právo „subjektů života“ na život bez ublížení může být potlačeno, avšak Regan dodává, že požitek, konvence a ekonomické zájmy farmářů nejsou dostatečně silným argumentem pro újmu zvířatům.
Filozof Peter Singer, protekcionista a utilitarista, tvrdí, že neexistuje žádné morální či logické ospravedlnění pro schvalování zvířecího utrpení a že zabíjení zvířat by mělo být přípustné pouze v případě nutnosti pro vlastní přežití. Navzdory tomu, píše, že etické myšlení by mělo brát v potaz také okolnosti.
Argument vyřčený Brucem Friedrichem, protekcionistou, je založen na předpokladu, že veganství škodí zvířatům, protože se soustředí spíše na osobní naplnění než vyzývání společnosti k zastavení používání zvířat jako produktů.
Podle filozofa Vala Plumwooda je etické veganství zaměřeno spíše na lidi, příkladem je lidský/přírodní dualismus, který odděluje lidstvo od zbytku přírody. Etičtí vegani se zasluhují o to, aby byli „ne-lidi“ zařazeni do kategorie, která si zaslouží speciální ochranu, spíše než aby uznávali „ekologickou zakotvenost“ jako takovou.
Ideovou antitezí veganství je karnismus.

### Environmentální veganství

Různé studie uvádí, že některé druhy masa, především hovězí či skopové, mají násobně větší uhlíkovou stopu než rostlinná strava.

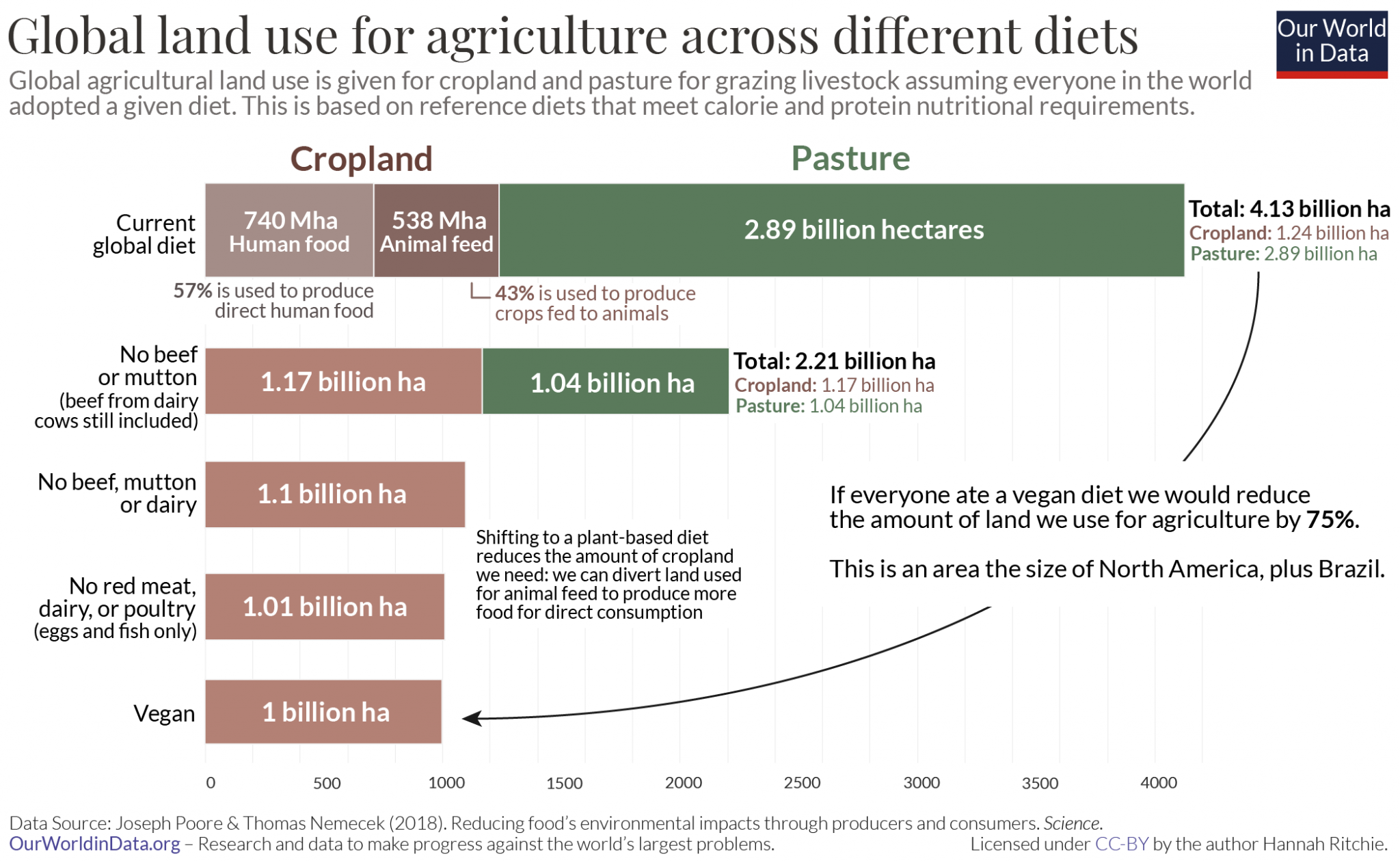
Veganská strava je méně náročná na množství potřebné zemědělské půdy.

Environmentální vegani se soustřeďují na ochranu přírody, odmítání živočišných produktů na základě myšlenky, že rybolov, lov, odchyt zvířat a farmy, konkrétně velkochovy, jsou environmentálně neudržitelné. V roce 2010 Paul Waston z Sea Shepherd Conservation Society označil prasata a kuřata jako „hlavní vodní predátory“ protože hospodářská zvířata spotřebují kolem 40 % chycených ryb. Všechny lodě organizace Sea Shepherd jsou od roku 2002 veganské z environmentálních důvodů.
Podle zprávy Organizace pro výživu a zemědělství z roku 2006, Livestock’s Long Shadow, bylo v roce 1999 celosvětově vyprodukováno 222 miliónů tun masa. Zpráva dále předkládá, že přibližně 26 % zemní půdní plochy je využíváno jako pastvy pro hospodářská zvířata. Ve Spojených státech amerických je každoročně zabito 10 miliard suchozemských živočichů z důvodu jejich konzumace. V roce 2005 bylo ze stejného důvodu celosvětově usmrceno 48 miliard ptáků.
Zpráva OSN dále dochází k závěru, že hospodaření s dobytkem (krávy, kuřata a prasata) ovlivňuje vzduch, půdu, vodu, biodiverzitu a také působí negativně na klimatickou změnu. V roce 2002 přibližně 1174 milionů tun potravy bylo použito na výkrm hospodářských zvířat včetně 7,6 miliónů tun rybí potravy a 670 miliónů tun obilovin, jednu třetinu celosvětové sklizně – v roce 2001 bylo hospodářskými zvířaty zkonzumováno 45 milionů tun kořenové zeleniny a 17 milionů tun luštěnin. V roce 2006 průmysl s hospodářskými zvířaty vyprodukoval z celkového množství emisí 9 % oxidu uhličitého, 37 % metanu, 65 % oxidu dusného a 68 % amoniaku. Odpad, vyprodukovaný hospodářskými zvířaty toho roku vyprodukoval 30 miliónů tun amoniaku ročně, což přispělo k výskytu kyselých dešťů. V roce 2007 studie publikovaná v časopise Carbon Balance and Management zjistila, že metan vyprodukovaný v hospodářském průmyslu je o 11 % vyšší, než se na základě dat z Mezivládního panelu pro změnu klimatu původně předpokládalo.
Ve zprávě Organizace Spojených Národů z roku 2010 je uvedeno, že živočišné produkty „obecně vyžadují více zdrojů a způsobují více emisí než rostlinné alternativy“. Na tomto základě navrhuje snížit spotřebu živočišných produktů za účelem redukce environmentálních škod. V roce 2007 ze studie prováděné Cornellovou univerzitou vyplynulo, že vegetariánská strava spotřebuje nejméně půdy na osobu, nicméně vyžaduje vyšší kvalitu půdy, než jaká je potřeba k produkci krmiva hospodářských zvířat. V roce 2015 studie publikovaná v časopise Science of the Total Environment udala, že významná ztráta biodiverzity může být způsobena rostoucí poptávkou po mase, což je také významný prvek v odlesňování a destrukci druhově bohatého biotopu, který je z důvodu zemědělského průmyslu přeměněn na zemědělskou půdu. Studie z roku 2017 provedena Světovým fondem na ochranu přírody (WWF) odhalila, že 60 % ztráty biodiverzity je způsobeno rozsáhlým pěstováním plodin potřebných ke krmení dobytka. To způsobuje enormní nápor na přírodní zdroje, jehož výsledkem je značná ztráta půdy a úbytek druhů. V listopadu 2017 15 364 celosvětově uznávaných vědců podepsalo varování lidstvu, ve kterém mimo jiné také podporuje změnu stravy na převážně rostlinnou.

## Veganská strava a vliv na zdraví
Při veganství je třeba dbát na dostatečný příjem vitamínu B12, vitamínu D, jódu, selenu, vápníku a omega-3 mastných kyselin.
Veganská dieta je založena na obilninách, luštěninách, ovoci, zelenině, semínkách, houbách a oříšcích a výrobcích z nich. Základem polotovarů, které jsou alternativou k masným produktům, jsou například sójové boby (tofu, tempeh) nebo seitan (pšeničný základ). Mají například podobu párků, v mletého masa nebo veganských burgerů.

### Rostlinné mléko, sýr a majonéza

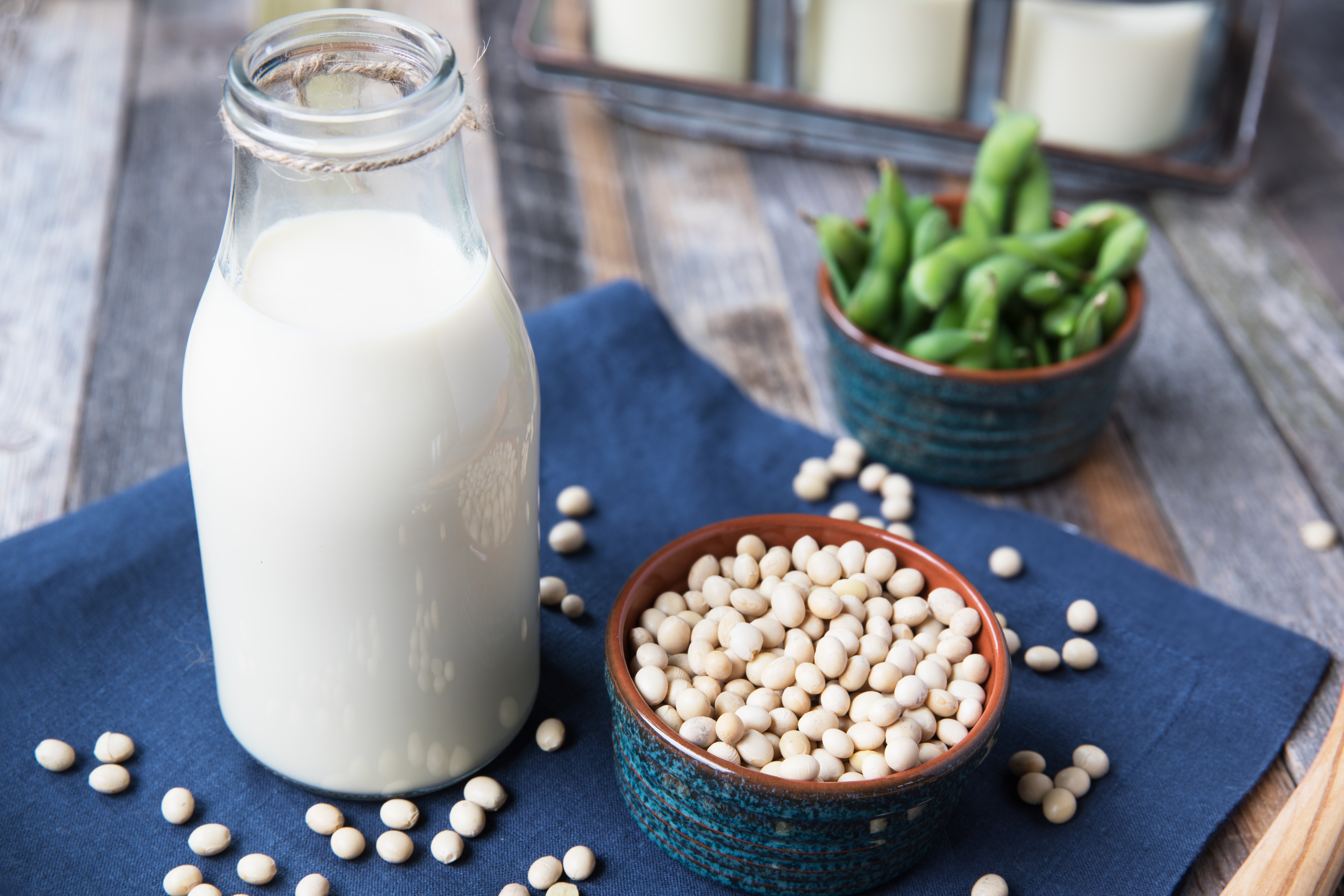
Sójové mléko

Rostlinná mléka, jako je sójové, mandlové, ovesné, rýžové, konopné nebo kokosové, jsou používána jako náhrada za kravské nebo kozí mléko. Sójové mléko obsahuje 7 gramů proteinu na jeden šálek (240 ml), ve srovnání s 8 gramy na jeden šálek u mléka kravského. Mandlové mléko má nízkou kalorickou hodnotu, sacharidy a bílkoviny. Sójové mléko by nemělo být používáno jako náhrada za mateřské mléko pro děti. Děti, které nejsou krmeny mateřským mlékem, jsou krmeny kojeneckými přípravky se základem v kravském mléce nebo sóje.
Máslo a majonéza mohou být nahrazeny veganskou alternativou v podobě margarínu nebo sojanézy. Veganské sýry jsou často vyráběny ze sóji, ořechů a tapioky a není problém je vyrobit doma.  Častou náhradou za sýr bývá ve veganských pokrmech také lahůdkové droždí.

### Náhrada vajec
Náhrad za vejce lze nalézt mnoho, záleží do čeho je vejce potřeba. Úlohu vejce například může nahradit lněné semínko smíchané s vodou. Dalšími variantami může být kypřící prášek, také sójová mouka smíchaná s vodou, rozmačkané banány, rozmačkané sušené švestky, jablečné pyré a další. V másle mohou být vejce nahrazena dvěma lžícemi bílé mouky, lžičkou rostlinného oleje, dvěma lžícemi vody a lžičkou kypřícího prášku. Jako vhodná náhrada je také Silken tofu či rozmačkané brambory.

### Bílkoviny
Bílkoviny se skládají z aminokyselin. Vegané je získávají výlučně z rostlin, všežravci čerpají protein z rostlin z jedné třetiny a u vegetariánů tvoří jednu polovinu zdroje bílkovin. Zdroje rostlinných bílkovin jsou luštěniny, sójové boby a produkty ze sóji (tofu, tempeh, veganský protein, sójové mléko a další), hrášek, arašídy či cizrna (například hummus), obiloviny jako je merlík čilský (quinoa), hnědá rýže, kukuřice, ječmen, bulgur a pšenice; oříšky a semínka. Kombinace, která obsahuje vysoké množství všech základních aminokyselin, zahrnuje rýži a fazole, kukuřici a fazole či hummus a pšeničnou pitu.

### Vitamín B12
Vitamín B12 je produkt bakterií potřebný pro správné buněčné dělení, tvorbu červených krvinek, syntézu DNA a celkové fungování nervového systému. Jeho nedostatek může způsobit megaloblastickou chudokrevnost a nervové poškození a pokud není doplněn, tak jeho nedostatek může vést i ke smrti. Vegani, kteří by vitamín B12 nedoplňovali, mohou dříve či později trpět jeho nedostatkem. Vegetariáni se také vystavují riziku nedostatku vitamínu B12, stejně jako jsou jím ohroženy starší osoby a lidé s jistými zdravotními potížemi bez ohledu na stravu. Studie z roku 2013 ukázala, že vegetariáni mohou trpět tímto nedostatkem nehledě na demografické ukazatele, jejich geografickou polohu nebo typ vegetariánské stravy. Veganům je doporučováno kromě jiných vitamínů doplňovat i vitamín B12.
Vitamín B12 je přirozeně vytvářen pouze určitými druhy bakterií a archaey, jednobuněčnými organismy. Není produkován zvířaty, houbami nebo rostlinami. Dále je syntetizován střevními bakteriemi člověka či zvířete, nicméně lidé nemají schopnost ho syntetizovaný ze svých střev vstřebávat, tento proces se děje u krav nebo ovcí. Zvířata dále ukládají vitamín B12 v játrech, ve svalech a také dále je vitamín B12 obsažen v jejich vejcích, mléce, játrech, produkty, které jsou lidmi konzumovány.
Za potenciální zdroje vitamínu B12 byly v minulosti považovány mořské řasy nori, tempeh a potravinové droždí. V roce 2016 Akademie výživy a dietetiky prokázala, že nori, fermentované potraviny (tempeh), spirulina, chlorela a potravinové droždí nejsou vhodnými zdroji vitamínu B12. Vegani tak potřebují pravidelné doplňování vitamínu B12.
Mnoho studií ukazuje na nedostatek vitamínu B12 u veganů, který může vést k anémii či jiným vážným komplikacím. Lékaři proto veganům doporučují přijímat vitamín B12 ve formě potravních doplňků. V případě nesprávné stravy se lze setkat též s nedostatkem vápníku, železa, jódu, omega-3 mastných kyselin či některých aminokyselin, proto je nutné, na rozdíl od konvenční stravy, vždy velmi pečlivě hlídat skladbu jídelníčku.
Velkou záludností nedostatku vitamínu B12 je to, že příznaky nedostatku se projevují až po letech, protože člověk ze smíšené stravy přijímá víc než dostatek vitamínu B12. Tedy nedostatek vitamínu B12 se může projevit až za 5 let. Pravděpodobně tedy důsledek nedostatku na sobě nepoznáte. A pokud to lidi ve vašem okolí neví, nejspíš neodhalí, že negativní aspekty jsou důsledkem nedostatku vitaminu B12.[zdroj?]

### Vápník
Vápník je potřeba pro zdraví kostí, různé metabolické funkce zahrnující správnou funkci svalů, cévní, nervovou, hormonální soustavu a další. V kostech a zubech je uloženo 99 % vápníku. Potraviny s vysokým obsahem vápníku jsou například o vápník obohacená rostlinná mléka nebo tofu, zelenina jako brokolice, zelí, tuřín či kapusta, semena (zejména mák a sezam) nebo ořechy, ovesné vločky a řada minerálních vod. Pro správnou absorpci vápníku u veganů je potřeba konzumovat také dostatečné množství vitamínu D.

### Vitamín D
Vitamín D je důležitý z hlediska absorpce vápníku, správné mineralizace kostí a jejich růst. Při jeho nedostatku jsou kosti tenké a křehké. Veganská strava obsahuje minimální nebo žádné množství vitamínu D kromě potravin o tento vitamín obohacených. Lze ho najít například v lososu, tuňáku, makrele, tresčím oleji, v malém množství také v sýru, vaječných žloutcích a některých houbách. Lidé, kteří nemají přístup ke slunci, potřebují vitamín D doplňovat. Podle Národního Institutu zdraví, většina lidí může získat a uložit si dostatečné množství vitamínu D ze slunce na jaře, v létě a na podzim, dokonce i v severních částech zeměkoule. Údajně stačí 5–30 minut na slunci bez použití opalovacího krému, a to nejméně dvakrát do týdne. Český článek zmiňující zdroje nejen vitamínu D pro vegetariány i vegany je Vegetariánská výživa v kostce. Problematika je ale složitější, existuje vitamín D3 a D2.

### Železo
V některých případech se nedostatek železa a zinku může týkat veganů z důvodu biologické dostupnosti těchto minerálů. U veganské strany se biologická dostupnost železa pohybuje okolo 5–15 %, kdežto u stravy všežravců je to 18 %. Nedostatek železa se často objevuje jak u všežravců, tak u vegetariánů, nicméně u druhé skupiny lidí je zásoba železa nižší.
Vysoký obsah železa v případě veganských potravin nalezneme u sójových bobů, melasy, černých fazolí, luštěnin, cizrny, tempehu, tofu a měsíčních fazolí. Vstřebatelnost železa může být podpořena vitamínem C a naopak nápoje jako je káva nebo bylinné čaje mohou absorpci železa snížit. Železo v rostlinných potravinách není tělem tak snadno absorbováno jako z masa, důvodem je, že železo vázané v rostlinné stravě je vázáno kovalentní vazbou, zatímco v živočišné stravě je vázáno jako ligand. Bakterie, které se vyskytují ve střevech lidí nemají vhodné enzymy pro štěpení této kovalentní vazby.[zdroj?]

### Omega-3 mastné kyseliny a jód
Kyselinu linolenovou (ALA) aj. omega-3 mastné kyseliny najdeme v listové zelenině, ořeších a v zeleninových olejích jako je kanolový a lněný olej. EPA, DHA a jiné primární mastné omega-3 kyseliny jsou pouze ve živočišných produktech a v řasách. Doplňování jódu je nezbytné u osob, a tedy i veganů, kteří žijí ve státech, kde nedostatečně užívá sůl s přídavkem jódu, jako je Velká Británie nebo Irsko. V těchto zemích je doporučení pro vegany je jíst velmi malá množství mořské chaluhy zvané kelp či japonsky kombu (0,3 g sušiny za týden). Jiný zdroj ale upozorňuje na velmi proměnlivý obsah jódu v chaluhách. V Česku a na Slovensku je běžná kuchyňská sůl standardně jodovaná, pro vegany je tak dobré dát přednost jí před solí o jód neobohacenou (například tzv. Himálajská sůl).
Správně sestavená veganská strava může mít oproti konvenční stravě určité zdravotní výhody, a to především v nízkém obsahu nasycených tuků a cholesterolu, zato se vyznačuje vysokým obsahem rostlinných bílkovin, polysacharidů, vlákniny, hořčíku, draslíku, kyseliny listové a antioxidantů, jako je vitamín C a E.

## Negativní vliv veganské stravy na zdraví

Vyvážená veganská strava zobrazená na modelu talíře

Nevyvážená veganská strava stejně jako nevyvážená strava obecně neobsahuje v dostatečném množství některé důležité látky, jejichž nedostatek může působit na celkový výkon těla, mozku i na duševní stav. Podle některých výživových poradců může špatně sestavená veganská strava závažně poškodit lidský organismus. Umělé formy suplementů nejsou často totožné s těmi přírodními a efekt jejich absorpce lidským organismem není dostatečně vědecky prostudován. Mezi vědeckou obcí panuje proto názor, že pro lidský organismus je dobré všechny živiny přijímat raději přirozenou formou než umělým zpracováním. Oproti tomu však odborníci z The American Dietetic Association a British Dietetic Association, které jsou největší výzkumné společnosti o stravování a zdravém životním stylu v USA a Velké Británii či organizace Dietitians of Canada[zdroj?] tvrdí, že správná rostlinná strava je nutričně vhodná, zdravá a bezpečná pro všechny životní fáze, včetně těhotenství. Na podporu takového tvrzení však dle jiných odborníků nejsou dostatečně zpracované výzkumy, které by jej potvrdily či vyvrátily. Panuje shoda na tom, že veganství v těhotenství může způsobit velký pokles vitamínu B12 a zejména železa, což může vést k anémii, která zvyšuje riziko výskytu nízké porodní hmotnosti a riziko předčasného porodu, a dle průzkumů má v těhotenství veganská strava na některé matky a vývoj jejich plodu velmi negativní účinky.
S ohledem na stále trvající výzkum, panují mezi částí odborné veřejnosti z veganství stále obavy.

## Typy stravy
- Veganství – vegani odmítají veškeré živočišné produkty, např. všechny druhy masa a jatečných produktů, mléko a mléčné výrobky, vejce i med.[109]
- Vitariánství – podobné jako veganství, konzumují však jen tepelně neupravené potraviny.

| Typ          | Maso a živočišné produkty | Drůbež | Ryby | Vejce | Mléčné výrobky | Med | Tepelná úprava |
| ------------ | ------------------------- | ------ | ---- | ----- | -------------- | --- | -------------- |
| Veganství    | Ne                        | Ne     | Ne   | Ne    | Ne             | Ne  | Ano            |
| Vitariánství | Ne                        | Ne     | Ne   | Ne    | Ne             | Ne  | Ne             |

## Veganské organizace

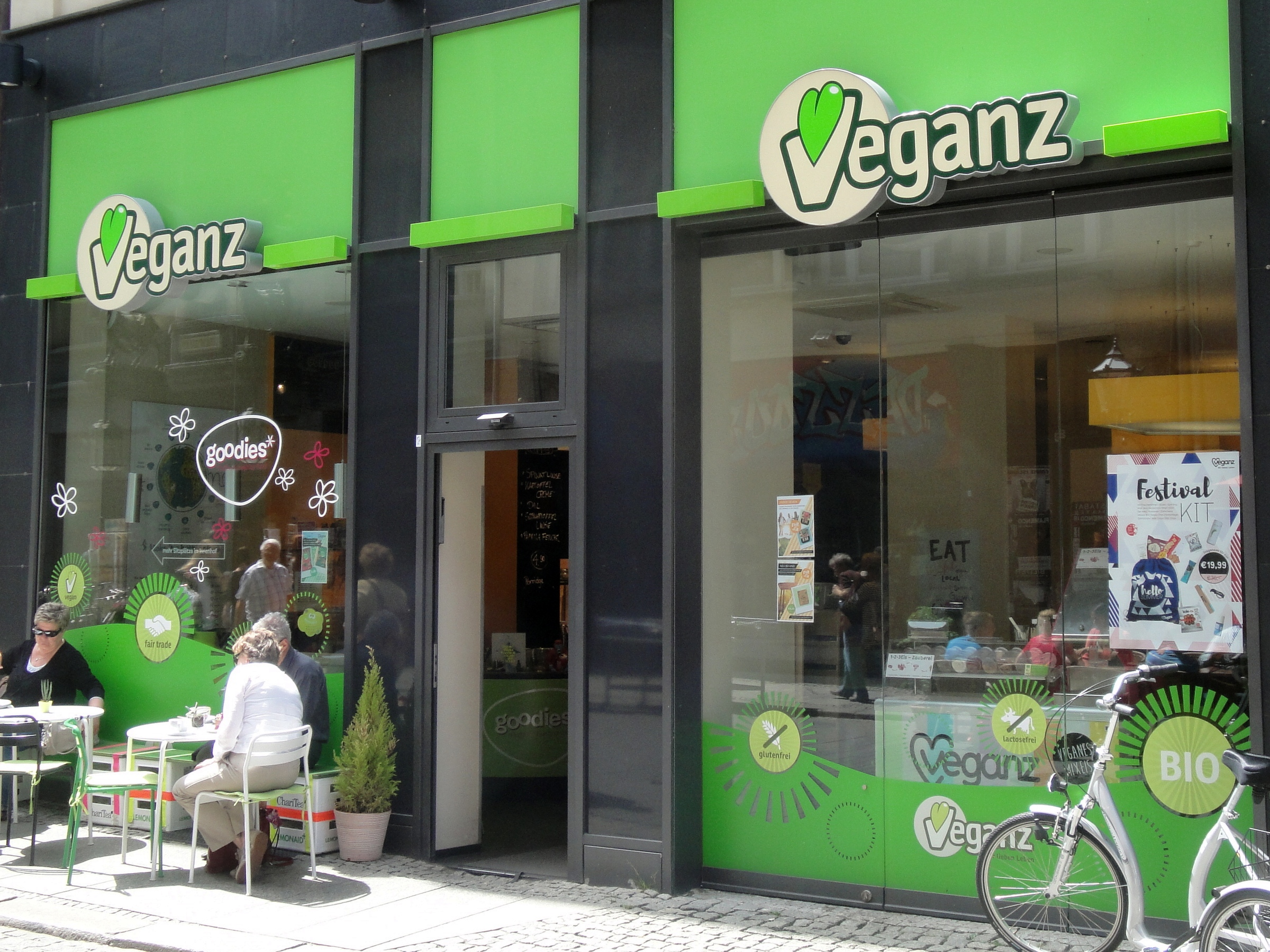
Německý řetězec Veganz s veganským smíšeným zbožím v Lipsku

- v Česku: ProVeg Česko[110], Očima zvířat (dříve Otevři oči)[111], Česká vegetariánská společnost[112], Česká společnost pro výživu a vegetariánství[113], OBRAZ – Obránci zvířat[114], Ochránci hospodářských zvířat[115], Svoboda zvířat[116], Zvířata nejíme[117]
- v USA: American Vegan Society[118]
- ve Velké Británii: The Vegan Society[119]
- v Rakousku: Vegane Gesellschaft Österreich[120]